# Stikå Erik Hansson

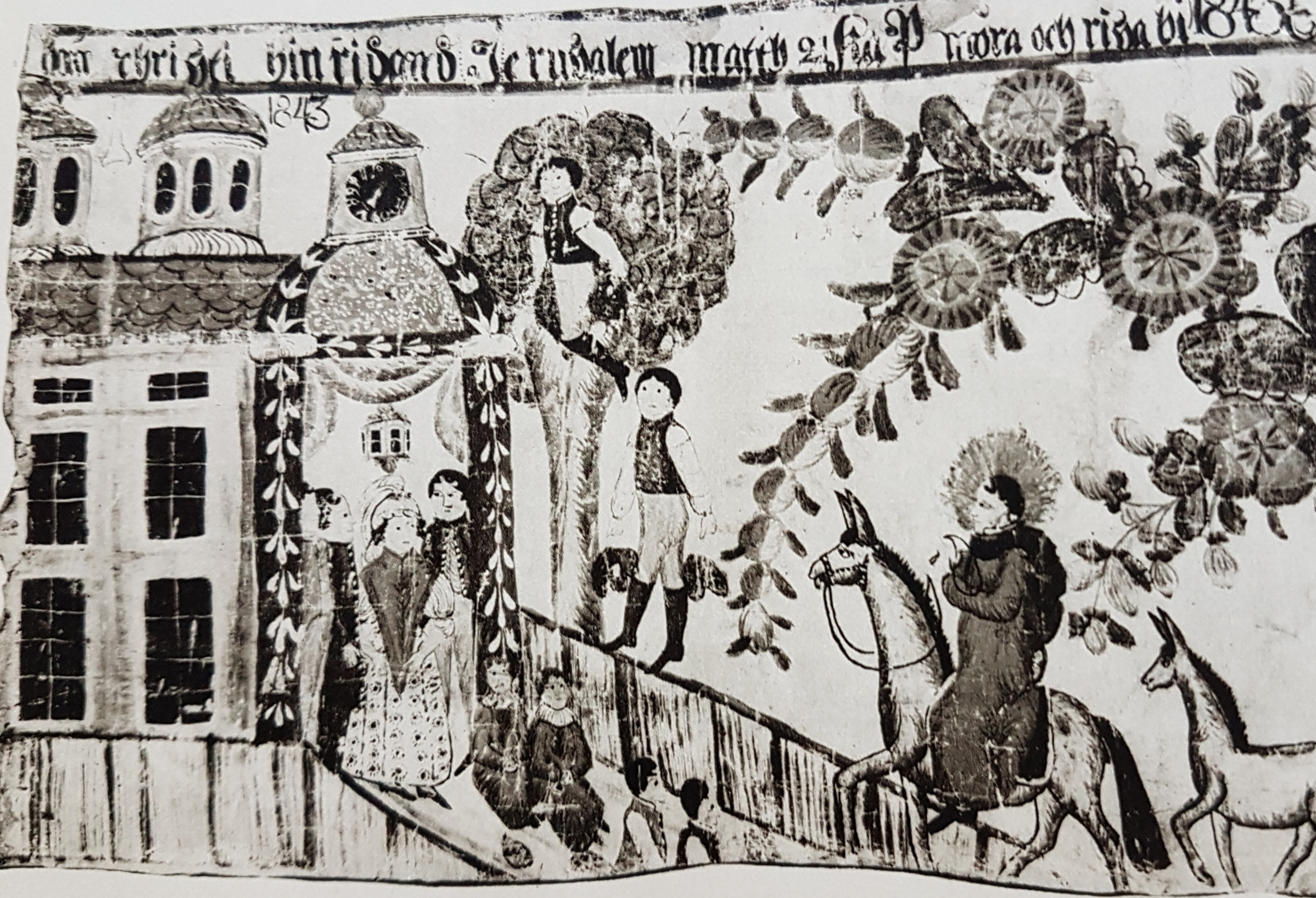
Jesu inridande i Jerusalem. Allmogemålning på papper utförd 1843.

Stikå Erik Hansson, född 6 september 1823 i Risa, Mora socken, död 1897 i Nordamerika, var en svensk allmogemålare.
Han var son till Bock Hans Hansson som var en inflytelserik bonde i byn. Erik nämns i kyrkböckerna med gårdsnamnet Stikå som är ett släktnamn på moderns sida sedan ett par generationer. Han omnämns i handlingarna från 1837 som krympling; Bud Erik Olsson skriver i ett brev till Artur Hazelius att han inte kan gå och att han drog sig fram med händerna. För att försörja sig arbetade han med allmogemålning och genom förmedling av Bud Erik Olsson fick han på Hazelius begäran utföra flera målningar med dräkt- och folklivsbilder för Nordiska museet i Stockholm. Som allmogemålare valde han huvudsakligen motiv med bröllopståg och religiösa scener. I hans tidiga målningar är han bunden till den samtida Rättvikskonsten, framförallt av Olhans Olof Jonsson i Altsarbyn medan de senare målningarna är mer fria från äldre traditioner. Han var från 1855 gift med änkan Karin Persdotter som avled 1870 och andra gången med Maria Persdotter från Risa som avled i Mora 1903. Han utflyttade till Amerika 1887.